# Operação Carlota
A Missão Militar Cubana em Angola, de sigla MMCA e com o nome de código Operação Carlota, foi intervenção militar cubana em Angola que teve início de agosto a novembro de 1975, quando Cuba enviou tropas de combate em apoio ao Movimento Popular de Libertação de Angola (MPLA), de alinhamento comunista, contra a União Nacional para a Independência Total de Angola (UNITA) e a Frente Nacional de Libertação de Angola (FNLA), pró-ocidente. Inicialmente assumiu a direção da Operação Carlota o comandante Raúl Díaz-Argüelles, mas acabou morrendo nos combates poucos meses depois. O sucedeu o major-general Senén Casas Regueiro.
A intervenção teve lugar após a eclosão da Guerra Civil Angolana, que ocorreu depois da concessão da independência à antiga colónia portuguesa após a Guerra da Independência de Angola. A guerra civil tornou-se rapidamente uma guerra por procuração entre o Bloco de Leste, liderado pela União Soviética, e o Bloco ocidental, liderado pelos Estados Unidos. A África do Sul, o Zaire e os Estados Unidos apoiaram a UNITA e a FNLA, enquanto as nações comunistas apoiaram o MPLA. 4.000 tropas cubanas das Forças Armadas Revolucionárias (FAR) ajudaram a fazer recuar um avanço de três frentes pela Força de Defesa da África do Sul (SADF) e tropas das Forças Armadas Zairenses (FAZ), apoiadas por mercenários estrangeiros. Mais tarde, 18.000 tropas cubanas derrotaram a FNLA, no norte, e a UNITA, no sul. Separatistas da Frente para a Libertação do Enclave de Cabinda (FLEC) combateram os cubanos, mas foram derrotados. Em 1976, os militares cubanos em Angola atingiram 36.000 soldados. Após a retirada do Zaire e da África do Sul (março de 1976), as forças cubanas permaneceram em Angola para apoiar o governo do MPLA contra a UNITA na continuação da guerra civil. A África do Sul passou a década seguinte a lançar bombardeamentos e ataques à mão armada a partir das suas bases no Sudoeste Africano para o sul de Angola, enquanto a UNITA se envolvia em emboscadas, atropelamentos e assédio a unidades cubanas.
Em 1988, as tropas cubanas (aumentadas para cerca de 55.000) intervieram novamente para evitar uma catástrofe militar numa ofensiva das Forças Armadas Populares de Libertação de Angola (FAPLA) liderada pelos soviéticos contra a UNITA, que ainda era apoiada pela África do Sul, levando à Batalha de Cuito Cuanavale e à abertura de uma segunda frente. Esta viragem dos acontecimentos é considerada como tendo sido o principal impulso para o sucesso das conversações de paz em curso conducentes aos Acordos de Nova Iorque, o acordo pelo qual as forças cubanas e sul-africanas se retiraram de Angola enquanto a África do Sudoeste ganhava a sua independência da África do Sul. O envolvimento militar cubano em Angola terminou em 1991, enquanto a Guerra Civil Angolana continuou até 2002. As baixas cubanas em Angola totalizaram cerca de 10.000 mortos, feridos ou desaparecidos.

## O codinome Carlota

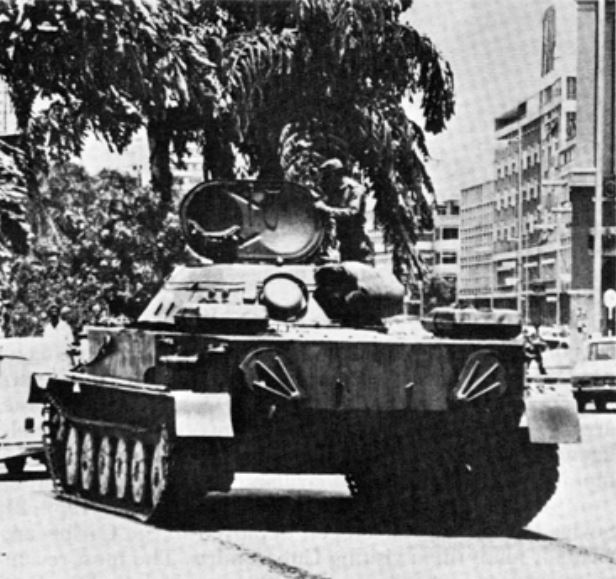
Um tanque PT-76 cubano em Luanda, em 1976.

O nome "Carlota" deve-se a uma escrava negra que liderou uma revolta de escravos contra o colonialismo espanhol na ilha de Cuba, em 1843. Carlota foi derrotada pelos espanhóis, mas morreu bravamente, com um facão na mão, sem se render. Em 1973, Fidel Castro houve por bem realizar eventos em comemoração aos 130 anos da revolta de Carlota e o nome ficou-lhe na cabeça. Dois anos depois, Castro não duvidou em baptizar de "Carlota" o nome da operação de ajuda ao MPLA angolano.

## História

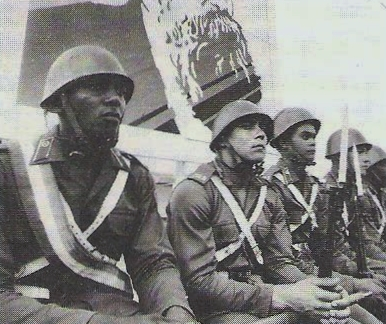
Soldados das Forças Armadas Revolucionárias.

A operação iniciou-se em agosto de 1975 a partir do Congo-Brazavile, com o envio inicial de cerca de 500 militares cubanos que treinaram e forneceram equipamentos às forças do MPLA. Além disso, entre 16 e 20 de setembro de 1975, os navios cubanos Vietnam Heroico, Coral Island e La Plata aportaram em Ponta Negra, no Congo-Brazavile, e secretamente nos arredores de Porto Amboim, já fornecendo equipamento militar.
No entanto, a Operação Carlota geralmente é mais visualizada a partir da ponte aérea Cuba-Angola, a última fase da operação iniciar sua execução. Nesta, o governo cubano fez uma operação de emergência para ajudar o MPLA a manter seu poder em Luanda (capital angolana) e Cabinda, e, principalmente a partir desses dois pontos, proclamar a independência de Angola, a 11 de novembro de 1975. O que era para ser apenas uma intervenção de ajuda ao MPLA para expulsar do território angolano as tropas da África do Sul, que apoiavam a UNITA, e do Zaire, que apoiava a FNLA, transformou-se numa intervenção de larga escala que duraria dezesseis anos e envolveu não apenas soldados cubanos, mas também, médicos, engenheiros e professores.
É importante salientar que a UNITA, o FNLA e o MPLA eram facções rivais que lutavam contra o colonialismo português, mas também lutavam entre si pelo controle de Angola pós-independente. Além das diferenças ideológicas (UNITA: à época de centro-esquerda; FNLA: à época de centro; MPLA: esquerda), tais facções eram patrocinadas por rivais da arena internacional (UNITA: África do Sul e Estados Unidos; FNLA: Zaire e China; MPLA: Cuba e União Soviética).  Outro fator importante eram as diferenças tribais que perpassavam tais grupos. Este, em resumo, foram os ingredientes que levaram à sangrenta e duradoura Guerra Civil Angolana.
A aventura africana de Fidel Castro não se limitou a Angola. Em 1978, tropas cubanas lutaram ao lado da Etiópia em sua guerra contra a Somália (Guerra do Ogaden). Assessores militares cubanos também foram enviados, em número reduzido, a países africanos com regimes comunistas ou simpatizantes: Argélia, Guiné, Guiné-Bissau, Benin, Congo-Quinxassa, além das já citadas Angola e Etiópia.
O último soldado cubano deixou Angola em 1991.